# Papuamorkulla
Papuamorkulla (Scolopax rosenbergii) är en fågel i familjen snäppor inom ordningen vadarfåglar. Den förekommer enbart på Nya Guinea.

## Utseende och läten
Papuamorkullan är en 30 cm lång vadarfågel, liksom övriga morkullor med brunspräcklig och bandad fjäderdräkt, lång näbb och ögon som sitter långt bak på huvudet. Den liknar javamorkullan som den tidigare ansågs vara en del av, men skiljer sig genom att vara något mörkare, nästan brunsvart och något djupare orangebrun. Undertill ser den mörka bandningen tydligare och mer regelbunden ut och det vita på undersidan är renare och mer utbrett både tvärs över och nerför buken. Det beigevita på hakan är å andra sedan mer begränsat så att en kil med den brunare dräkten når in mot näbbroten. Vidare är näbben längre och ibland syns vitt ovanför tygeln.

## Utbredning och systematik
Papuamorkullan återfinns i bergstrakter på Nya Guinea. Den behandlas som monotypisk, det vill säga att den inte delas in i några underarter. Tidigare behandlades den som underart till Scolopax saturata.

## Status och hot
Arten har ett stort utbredningsområde och en stor population med stabil utveckling som inte tros vara utsatt för något substantiellt hot. Utifrån dessa kriterier kategoriserar internationella naturvårdsunionen IUCN arten som livskraftig (LC).

## Namn
Fågelns svenska och vetenskapliga artnamn hedrar Carl Benjamin Hermann von Rosenberg (1817-1888), tysk naturforskare och samlare av specimen i Ostindien.